# Badminton 1988
Höhepunkte des Badmintonjahres 1988 waren das olympische Badmintonturnier,  der Thomas Cup und der Uber Cup.
== World Badminton Grand Prix ==
| Veranstaltung       | Herreneinzel           | Dameneinzel         | Herrendoppel                           | Damendoppel                         | Mixed                              |
| ------------------- | ---------------------- | ------------------- | -------------------------------------- | ----------------------------------- | ---------------------------------- |
| Chinese Taipei Open | Icuk Sugiarto          | Kirsten Larsen      | Sawei Chanseorasmee Sakrapee Thongsari | Maria Bengtsson Christine Magnusson | Andy Goode Gillian Gowers          |
| Japan Open          | Nick Yates             | Han Aiping          | Li Yongbo Tian Bingyi                  | Chung Myung-hee Chung So-young      | Park Joo-bong Chung Myung-hee      |
| Swiss Open          | Kwan Yoke Meng         | Christine Skropke   | Cheah Soon Kit Ong Beng Teong          | Paula Rip-Kloet Maaike de Boer      | Ralf Rausch Christine Skropke      |
| Poona Open          | Morten Frost           | Christine Magnusson | Michael Kjeldsen Jens Peter Nierhoff   | Kim Yun-ja Yoo Sang-hee             | Steen Fladberg Gillian Clark       |
| German Open         | Morten Frost           | Han Aiping          | Steen Fladberg Jan Paulsen             | Lao Yujing Zheng Yuli               | Steen Fladberg Gillian Clark       |
| Swedish Open        | Xiong Guobao           | Han Aiping          | Li Yongbo Tian Bingyi                  | Lin Ying Guan Weizhen               | Wang Pengren Shi Fangjing          |
| All England         | Ib Frederiksen         | Gu Jiaming          | Li Yongbo Tian Bingyi                  | Chung So-young Kim Yun-ja           | Wang Pengren Shi Fangjing          |
| French Open         | Icuk Sugiarto          | Hwang Hye-young     | Park Joo-bong Sung Han-kuk             | Chung Myung-hee Hwang Hye-young     | Park Joo-bong Chung So-young       |
| Thailand Open       | Xiong Guobao           | Li Lingwei          | Li Yongbo Tian Bingyi                  | Chung Myung-hee Hwang Hye-young     | Steen Fladberg Gillian Clark       |
| Indonesia Open      | Icuk Sugiarto          | Li Lingwei          | Jalani Sidek Razif Sidek               | Verawaty Fajrin Yanti Kusmiati      | Eddy Hartono Erma Sulistianingsih  |
| Hong Kong Open      | Icuk Sugiarto          | Lee Young-suk       | Lee Kwang-jin Lee Sang-bok             | Lin Ying Guan Weizhen               | Park Joo-bong Chung Myung-hee      |
| China Open          | Zhao Jianhua           | Li Lingwei          | Li Yongbo Tian Bingyi                  | Lin Ying Guan Weizhen               | Park Joo-bong Chung Myung-hee      |
| Dutch Open          | Jens Peter Nierhoff    | Fiona Smith         | Jens Peter Nierhoff Michael Kjeldsen   | Gillian Clark Sara Sankey           | Jesper Knudsen Nettie Nielsen      |
| English Masters     | Morten Frost           | Li Lingwei          | Li Yongbo Tian Bingyi                  | Lin Ying Guan Weizhen               | Jesper Knudsen Nettie Nielsen      |
| Denmark Open        | Poul-Erik Høyer Larsen | Li Lingwei          | Li Yongbo Tian Bingyi                  | Lin Ying Guan Weizhen               | Jesper Knudsen Nettie Nielsen      |
| Canadian Open       | Steve Butler           | Zheng Baojun        | Jens Peter Nierhoff Henrik Svarrer     | Eline Coene Erica van Dijk          | Henrik Svarrer Erica van Dijk      |
| US Open             | Sze Yu                 | Lee Myung-hee       | Christian Hadinata Lius Pongoh         | Chung So-young Kim Yun-ja           | Christian Hadinata Ivanna Lie      |
| Scottish Open       | Morten Frost           | Christine Magnusson | Henrik Svarrer Claus Thomsen           | Gillian Clark Sara Sankey           | Pär-Gunnar Jönsson Maria Bengtsson |
| Malaysia Open       | Xiong Guobao           | Li Lingwei          | Li Yongbo Tian Bingyi                  | Lin Ying Guan Weizhen               | Wang Pengren Shi Fangjing          |
| Grand Prix Finale   | Zhang Qingwu           | Han Aiping          | Jalani Sidek Razif Sidek               | Lin Ying Guan Weizhen               | Wang Pengren Shi Fangjing          |

## Terminkalender
| Veranstaltung                                    | Ort                 | Beginn             | Ende               |
| ------------------------------------------------ | ------------------- | ------------------ | ------------------ |
| World Badminton Grand Prix Finale 1987           | Hongkong            | 6. Januar 1988     | 10. Januar 1988    |
| Westdeutsche Badmintonmeisterschaft 1988         | Mülheim an der Ruhr | 15. Januar 1988    | 16. Januar 1988    |
| German Juniors 1988                              | Gütersloh           | 30. Januar 1988    | 31. Januar 1988    |
| Deutsche Badmintonmeisterschaft 1988             | Braunschweig        | 5. Februar 1988    | 7. Februar 1988    |
| Englische Meisterschaft 1988                     | Crawley             | 6. Februar 1988    | 9. Februar 1988    |
| Polnische Badmintonmeisterschaft 1988            | Krakau              | 25. Februar 1988   | 27. Februar 1988   |
| Iceland International 1988                       | Reykjavík           | 12. März 1988      | 13. März 1988      |
| All England 1988                                 | London              | 16. März 1988      | 20. März 1988      |
| French Open 1988                                 | Toulouse            | 23. März 1988      | 27. März 1988      |
| Badminton-Europameisterschaft 1988               | Kristiansand        | 10. April 1988     | 16. April 1988     |
| Badminton-Mannschaftseuropameisterschaft 1988    | Kristiansand        | 10. April 1988     | 16. April 1988     |
| Slowakische Badmintonmeisterschaft 1988          | Bratislava          | 16. April 1988     | 17. April 1988     |
| Austrian International 1988                      | Pressbaum           | 22. April 1988     | 24. April 1988     |
| Uber Cup 1988                                    | Kuala Lumpur        | 1. Mai 1988        | 1. Mai 1988        |
| Plume d’Or 1988                                  | Lissabon            | 26. Mai 1988       | 28. Mai 1988       |
| DDR-Badmintonmeisterschaft 1988                  | Greifswald          | 28. Mai 1988       | 29. Mai 1988       |
| Portugal International 1988                      | Caldas da Rainha    | 5. Juni 1988       | 6. Juni 1988       |
| BMW Open 1988                                    | Saarbrücken         | 11. Juni 1988      | 12. Juni 1988      |
| Indonesia Open 1988                              | Jakarta             | 20. Juli 1988      | 24. Juli 1988      |
| China Open 1988                                  | Shanghai            | 24. August 1988    | 28. August 1988    |
| Badminton World Cup 1988                         | Bangkok             | 31. August 1988    | 4. September 1988  |
| Badminton bei den Olympischen Sommerspielen 1988 | Seoul               | 19. September 1988 | 19. September 1988 |
| Badminton-Asienmeisterschaft 1988                | Bandar Lampung      | 6. November 1988   | 10. November 1988  |
| Norwegian International 1988                     | Kristiansand        | 12. November 1988  | 13. November 1988  |
| Polish International 1988                        | Warschau            | 20. November 1988  | 22. November 1988  |
| Schweizer Badmintonmeisterschaft 1989            | Sébeillon/Malley    | 7. Dezember 1988   | 8. Dezember 1988   |
| Japanische Badmintonmeisterschaft 1988           | Moriguchi           | 14. Dezember 1988  | 18. Dezember 1988  |